# Solparken Aurora
Solparken Aurora är ett solcellskraftverk på gränsen mellan Skurups och Trelleborgs kommuner med en installerad effekt på 18 MW och planerad årlig produktion på cirka 19 GWh. Anläggningen driftsattes i januari 2022. Solparken invigdes officiellt den 16 maj samma år.  Parken var vid driftsättningen Sveriges största solcellspark.

## Beskrivning och uppförande
Solparken ligger väster om Skurup i Skåne på mark som tillhör Näsbyholms slott. 
Området är på 28,6 hektar, vilket motsvarar ca 26 fotbollsplaner, men det är inte solpaneler på hela den ytan. Solparken innehåller cirka 35 000 solpaneler.Solparken tillför 19 GWh till elnätet, vilket motsvarar den årliga hushållselen i 3 800 normalstora villor och 7 600 lägenheter per år. 
Alight har byggt, äger och driver solparken, och Martin & Servera köper genom ett elprisavtal all producerad el, vilket motsvarar 50 procent av Martin & Serveras totala elförbrukning i Sverige.